# FK Spartak Subotica
FK Spartak Subotica (tidligere FK Spartak Zlatibor Voda; Serbisk:ФК Спартак Златибор Вода) er en serbisk fodboldklub fra Subotica, der spiller i den serbiske SuperLiga (Jelen Super Liga). Klubben blev grundlagt i 1945 og blev opkaldt efter Jovan Mikić Spartak, lederen af partisaner i Subotica, og en national helt, der blev dræbt i 1944. Klubben blev navngivet FK Spartak Subotica indtil udgangen af 2007-2008-sæsonen i den serbiske League Vojvodina, da den blev fusioneret med en anden klub FK Zlatibor Voda der rykkede op i den serbiske First League og dermed opnåede den sit nuværende navn.

## UEFA
| Sæson   | Turnering     | Runde | Land       | Klub              | Hjemme | Ude | Samlet |
| ------- | ------------- | ----- | ---------- | ----------------- | ------ | --- | ------ |
| 2010–11 | Europa League | QR2   | Luxembourg | FC Differdange 03 | 2–0    | 3–3 | 5–3    |
| 2010–11 | Europa League | QR3   | Ukraine    | Dnipro            | 2–1    | 0–2 | 2–3    |
| 2018–19 | Europa League | QR1   | Nordirland | Coleraine         | 1–1    | 2–0 | 3–1    |
| 2018–19 | Europa League | QR2   | Tjekkiet   | Sparta Prague     | 2–0    | 1–2 | 3–2    |
| 2018–19 | Europa League | QR3   | Danmark    | Brøndby           | 0–2    | 1–2 | 1–4    |

| Fodbold | Spire Denne artikel om en fodboldklub er en spire som bør udbygges. Du er velkommen til at hjælpe Wikipedia ved at udvide den. |